# Georgi Panov
Georgi Marinov Panov (in bulgaro Георги Маринов Панов?; Pleven, 14 novembre 1933 – 25 dicembre 2016) è stato un cestista bulgaro.
Era il cugino di Ljubomir Panov.

## Carriera
Con la Nazionale bulgara conquistò una medaglia d'argento al Campionato europeo del 1957 e una di bronzo a quello del 1961.
Partecipò a tre edizioni dei Giochi olimpici e per due volte, a Melbourne 1956 e Roma 1960, fu portabandiera per il suo paese.